# Elin Sundberg
Elin Magdalena Sundberg, född 30 augusti 1880 i Lycke församling, Göteborgs och Bohus län, död 13 december 1965 i Klövedals församling, Göteborgs och Bohus län
, var en svensk arvtagerska och företagare.
Under senare delen av sitt liv var Sundberg bosatt på Tjörn. Hon byggde för egna medel ett godtemplarhus, senare folkskola och samlingslokal i Kyrkesund och testamenterade sitt hem Villa Solfrid till en stiftelse, så att det skulle bevaras som ett museum.

## Biografi
Elin Sundbergs far Olle Eliasson Sundberg (1837–1892) och farbror Andreas Eliasson Sundberg (1845–1932) betecknas som "guldgrävare" men skall ha fått sin förmögenhet från en silvergruva i Queensland, Australien, som de drev tillsammans.  De var födda i Västra Sunna, Klövedals socken, Tjörn.  Efter återkomsten till Sverige bosatte sig Olof Sundberg på Bremsegården på Klåverön vid Marstrand (Lycke socken), medan brodern bodde vid Stenungsund. Elin Sundbergs mor Anna Kristina Rutgersdotter (1852–1883) var från Valla socken på Tjörn. Elins äldre syster Mathilda, gift Båysen (1878–1968), utbildade sig till konstnär och övertog efter giftermål tillsammans med sin man Bremsegården. Själv utbildade sig Elin i konststoppning både i Stockholm och på kontinenten. Hon hade från 1930-talets början sin ateljé – Lappcentralen – en trappa upp på Kungsgatan 17 i Göteborg.
Båda föräldrarna dog i tuberkulos medan Elin ännu var barn. Denna motgång och arvet efter dem, som gjorde henne ekonomiskt oberoende, bidrog till att hon utvecklades till en egensinnig person med "alternativa" idéer. Hon var troende spiritist, vegetarian, kritisk till etablerad läkekonst och intresserade sig för homeopati och örtmedicin. Hennes sociala engagemang fick henne att engagera sig för kvinnans ställning i samhället och inom nykterhetsrörelsen. Hon förblev ogift livet ut.
I Sumpen, alltså i centrala Kyrkesund, lät hon för egna medel bygga ett godtemplarhus, som hyrdes ut till folkskola på orten. Godtemplarhuset är idag ortens samlingslokal, nu under namnet Lokalen Sumpen.

## Villa Solfrid

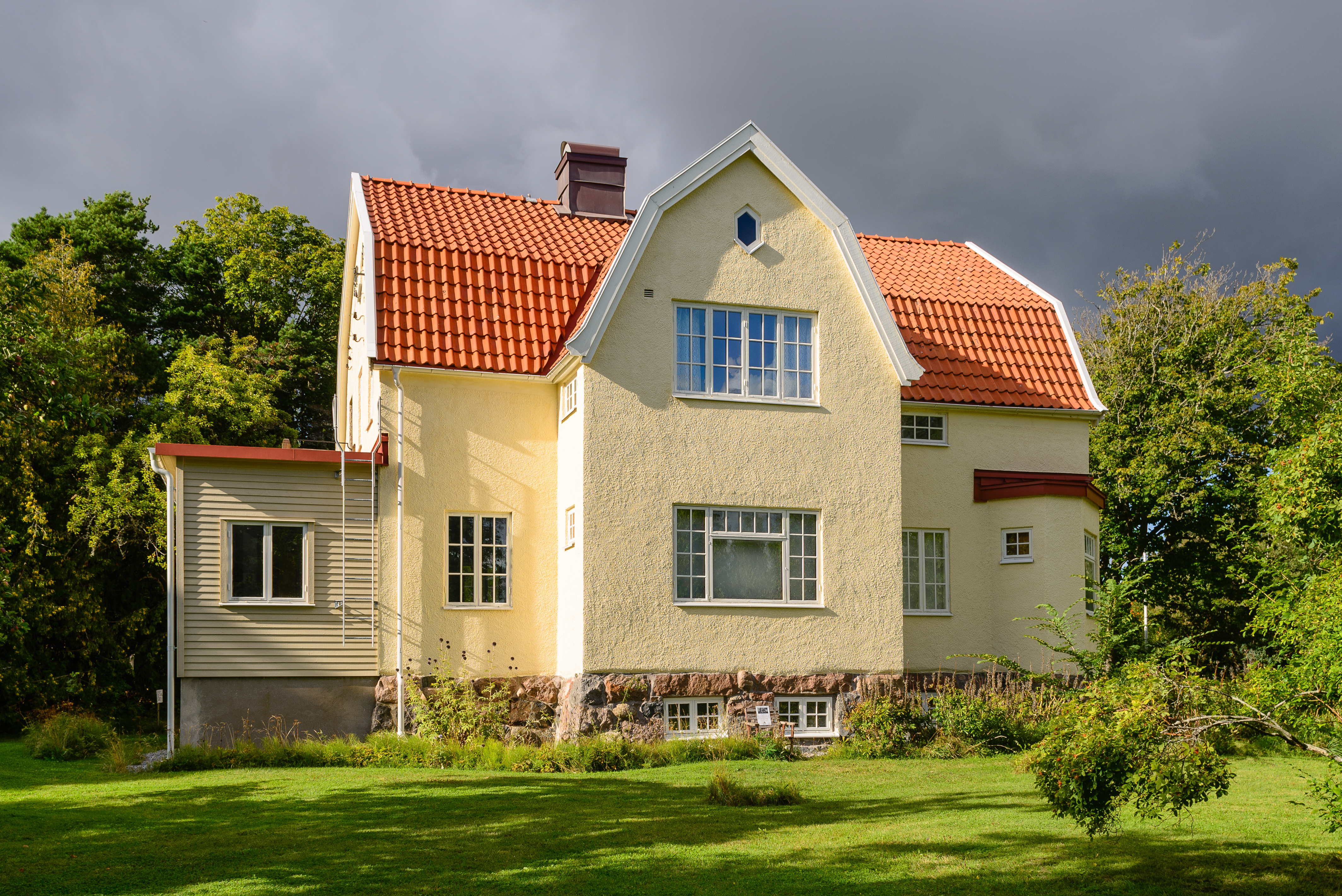
Villa Solfrid i Kyrkesund.

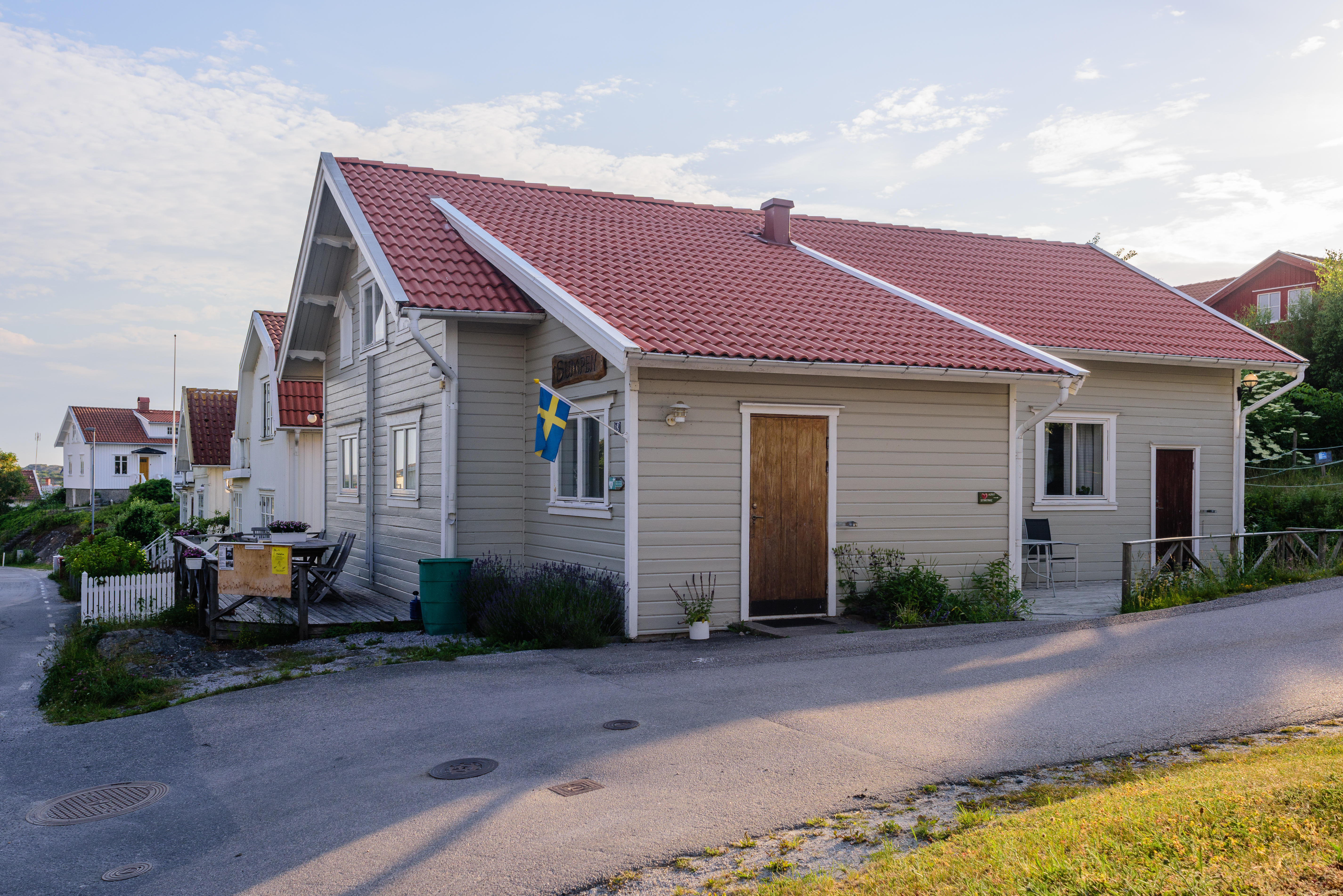
Samlingslokalen Sumpen i Kyrkesund.

Som 36-åring lät Elin Sundberg bygga Villa Solfrid, ett borglikt stenhus på en öde myr i närheten av faderns föräldragård Rusmut i Västra Sunna utanför Kyrkesund på Tjörn. De kala klipporna och den sanka myren förvandlades till en grönskande självförsörjande trädgård och blomstrande park.
Efter Sundbergs död i december 1965 bildades i enlighet med hennes testamente en stiftelse med ändamålet att för framtiden bevara testators hem "för att belysa levnadsförhållandena under 1900-talet".

År 2005 bildades en vänförening för att stödja stiftelsen i dess verksamhet.

### Webbkällor
- Klöverön, häfte utgivet av Västkuststiftelsen. Läst 3 oktober 2015.
- Elin Sundberg, Bohusläns museum. Läst 15 juli 2013.
- Mathilda Båysen, Bohusläns museum. Läst 14 juli 2013.
- Villa Solfrid står och förfaller Göteborgs-Posten 2008-10-16. Läst 3 oktober 2015.
- Elin Sundbergs vänförening. Läst 3 oktober 2015.